# Friedrich zu Limburg-Stirum
Friedrich zu Limburg-Stirum (Haag, 6. kolovoza 1835. — Groß Peterwitz, 27. listopada 1912.) bio je njemački diplomat, ministar vanjskih poslova Njemačke, i predsjednik ministarstva vanjskih poslova Njemačke od rujna 1880. do 25. lipnja 1881. Obnašao je dužnost zamjenika sekretara u minstarstvu vanjskih poslova, a kasnije je imenovam ministrom vanjskih poslova kada je Hohenlohe-Schillingsfürst podnio ostavku na to mjesto. Na toj funkciji naslijedio ga je Clemens Busch.
Bio je član Reichstaga od 1898. do 1903. Sveučilište Winsconsin–Madison dodijelilo mu je počasni doktorat iz pravnih znanosti 1904.

## Obitelj
Bio je član kuće Limburg-Stirum, sin Frederika Adriana od Limburg-Stiruma (1804. – 1874). Oženio je 1865. Paulu von Meyerlinck (1844. — 1925.), a njihova djeca su bila:
- Johanna (1866. – 1944.)
- Theodora (1867. – 1953.)
- Friedrich (1871. – 1953.)
- Richard (1874. – 1931.)
- Menno (1881. – 1953.)